# Bjarne

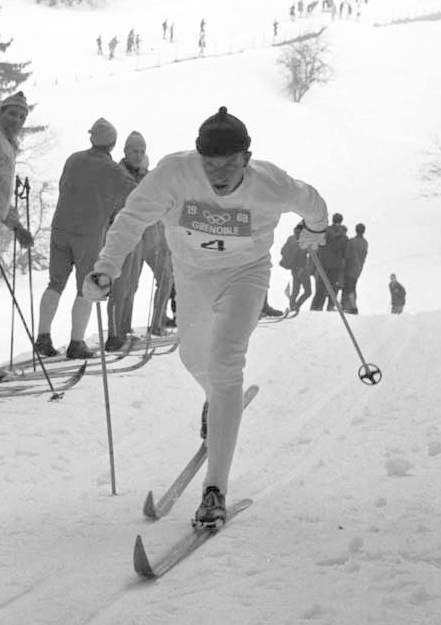
Bjarne Andersson, 1968.

Bjarne är ett gammalt norskt mansnamn som kommer från "bjare" = "björn". En variant är Bjarni, en annan Bjarke.
Namnet har aldrig haft stor spridning i Sverige. Någon enstaka pojke i varje årskull får det som tilltalsnamn. Den 31 december 2009 fanns det totalt 2 848 personer i Sverige med namnet Bjarne/Bjarni, varav 1 496 med det som tilltalsnamn. År 2003 fick 10 pojkar namnet, varav 1 fick det som tilltalsnamn. Som framgår av tabellen nedan är namnet mer populärt i våra nordiska grannländer.
Namnsdag: 18 juni. I den finlandssvenska namnsdagslängden har Bjarne namnsdag 23 februari sedan starten 1929, då en egen namnsdagskalender togs i bruk för finlandssvenskar.
Tabellen ger en översikt över populariteten hos namnet Bjarne och varianter av detta.
| Land          | Bland landets män | Bland landets män | Bland landets män | Bland barn     | Bland barn | Bland barn | Bland barn |
| Land          | Antal             | Procent           | Placering         | Antal          | Procent    | Placering  |            |
| ------------- | ----------------- | ----------------- | ----------------- | -------------- | ---------- | ---------- | ---------- |
| Island Bjarni | 1 571 (2004)      | 1,03 %            | 13.               | 48 (2000-2004) | 0,46 %     | 45.        |            |
| Danmark       | 18 635 (2007)     | 0,68 %}           | -                 | - (2005)       | -          | (> 50.)    |            |
| Norge         | 7 262 (2006)      | 0,31 %            | 89.               | 7 (2006)       | 0,02 %     | 363.       |            |
| Sverige       | 2 826 (2006)      | 0,06 %            | -                 | - (2006)       | -          | (> 100.)   |            |

## Personer med namnet Bjarne/Bjarni
- Bjarne Amdahl, norsk kompositör
- Bjarne Andersen, norsk skådespelare och regissör
- Bjarne Andersson, längdskidåkare
- Bjarne Bø, norsk skådespelare
- Bjarne Emanuelsson, svensk tandemskidåkare
- Bjarne Håkon Hanssen, norsk politiker
- Bjarne Henriksen, dansk skådespelare
- Bjarne Herjolfsson, isländsk sjöfarare
- Bjarne Holmqvist, svensk företagsledare
- Bjarne Hoyer, dansk kompositör
- Bjarne Kallis, finländsk politiker
- Bjarne Möller, svensk musiker
- Bjarne Nerem, norsk musiker
- Bjarne G. Nielsen, dansk skådespelare
- Bjarne Pedersen, dansk speedwayförare
- Bjarne Reuter, dansk författare
- Bjarne Riis, dansk cyklist
- Bjarne Semb, norsk-svensk hjärtkirurg
- Bjarne Stroustrup, dansk programmerare
- Bjarni Benediktsson, isländsk politiker, statsminister, född 1908, död 1970
- Bjarni Benediktsson, isländsk politiker, statsminister, född 1970
- Bjarni Djurholm, färöisk politiker

## Fiktiva
- Bjarne, Lunarstorms maskot